# El Zorro: comienza la leyenda
El Zorro. Comienza la leyenda es una biografía ficticia de 2005 y la primera historia de los orígenes del héroe el Zorro, escrita por la autora chilena Isabel Allende. Es una precuela a los eventos de la historia original del Zorro, la novela La maldición de Capistrano, escrita por Johnston McCulley y publicada en 1919. También contiene numerosas referencias a otros trabajos relacionados con el Zorro, especialmente la película de 1998, La máscara del Zorro.
La novela tiene figuras históricas famosas en el argumento, pero también contiene algunos casos de magia, lo que ha llevado a muchos críticos a clasificarla como realismo mágico. También es un retcon, ya que cambia la etnicidad del Zorro de español a mestizo.

## Sinopsis
El futuro Zorro fue un mestizo nacido en la década de 1790 en Alta California, hijo del capitán asturiano, Don Alejandro de la Vega y una guerrera amerindia, Toypurnia. El joven Diego es enviado a Barcelona por su padre para completar su educación, poco antes de que el Ejército Francés de Napoleón Bonaparte invada España.
En la Barcelona ocupada en la década de 1810, Diego de la Vega descubre su primer amor y se convierte en un luchador en contra de la opresión extranjera. Sus viajes lo ayudan a aprender muchas de las características propias del Zorro: acrobacias en los  mástiles de los barcos, esgrima del maestro español Manuel Escalante, varios trucos de los gitanos y el cocinero de un barco, y modelo para su disfraz del mismísimo Jean Lafitte.
Luego de la derrota francesa, De La Vega regresa a California, donde decide continuar luchando en contra de la tiranía de su enemigo de España, el presuntuoso Don Rafael Moncada, y los nobles dueños de las tierras sobre la gente de California. Para evitar ser reconocido, De La Vega asume la identidad secreta del Zorro. En su cruzada es ayudado por su amigo mudo Bernardo y Tornado, su caballo.

## Personajes
Isabel Allende usa una mezcla de personajes ficticios prestados de trabajos anteriores del Zorro y otros inventados para la novela, junto con un grupo de personajes históricos.

### Ficticios
- Juliana de Romeu fue el primer amor del joven Diego De la Vega, hermana de Isabel, y posteriormente se convertiría en esposa del pirata Jean Lafitte (al menos en esta historia).

- Isabel de Romeu hermana menor de Juliana, con quien vivió varias aventuras Diego y Bernardo e incluso se vistió del zorro en una ocasión para salvarle la vida a Diego de la Vega, al final del libro se da a entender que fue ella quien narró y escribió el libro.

#### Tradicionales
- Bernardo es el mejor amigo de Diego De La Vega. Bernardo es nativo de California y es guiado por un espíritu caballo. Él parece ser mudo para todo el mundo, incluyendo a Diego, luego de presenciar el asesinato y violación de su madre; la única excepción es su esposa.

- Lolita Pulido, a quien Diego cortejara luego en La maldición de Capistrano, aparece como una joven muchacha que se enamora del Zorro, sin saber que es su amigo de la infancia, Diego.

#### Originales
- Lechuza Blanca es la abuela materna de Diego de la Vega (Zorro). Es una chamán y la líder espiritual de una tribu nativa insurgente de California. Como mentora espiritual de Diego, ella lo guía en la búsqueda de la visión a través de la cual él descubre que el zorro es su tótem o guardián espiritual. Su hija Toypurnia es la madre de Diego.

- Toypurnia es la madre de Diego De La Vega. Diego Salazar, un renegado español es el padre del protagonista. Su nombre significa "hija del lobo", porque fue adoptada por lobos brevemente en su infancia. Ella tiene otros nombres, incluyendo Loba Gris y Regina De La Vega. Toypurnia/Regina juega un papel importante en el argumento de la telenovela de 2007 Zorro: la espada y la rosa.

### Históricos
- George Sand: La famosa novelista francesa aparece como una joven muchacha que se enamora de Diego.
- Jean Lafitte: Diego y compañía son capturados por el famoso pirata francés de los bayous de Luisiana.
- Marie Laveau: La reina vudú de Nueva Orleáns hace una breve aparición, durante el tiempo que Diego y compañía son "hospedados" por Jean Lafitte.

## Continuidad
El Zorro: comienza la leyenda contiene numerosas referencias a otros trabajos del Zorro creados antes del relato de Allende, pero que narran hechos que suceden después. La mayor parte del contenido parece estar relacionado con los cuentos originales del Zorro. Incluso menciona a Esperanza, la esposa de Diego en La máscara del Zorro. Por otro lado, el epílogo declara que Diego vive una confortable ancianidad luego de la muerte de Esperanza, lo cual La máscara del Zorro contradice claramente. También, Lolita Pulido conoce bien al Zorro antes de su primer encuentro.
En la obra de McCulley, Diego De La Vega nace en 1782 de una mujer española cuyo nombre no se revela en la trama Poco después de la muerte de su madre, el joven deja California y va a estudiar a Madrid, antes de regresar para convertirse en El Zorro.
- Datos: Q2157959